# L'insulto
L'insulto (in arabo قضية رقم ٢٣‎?, Qaḍiyya raqm 23) è un film del 2017 diretto da Ziad Doueiri.
Per questo film Kamil al-Basha ha vinto la Coppa Volpi per la migliore interpretazione maschile alla 74ª Mostra internazionale d'arte cinematografica di Venezia. Il film è stato selezionato per rappresentare il Libano ai premi Oscar 2018 nella categoria Oscar al miglior film in lingua straniera.

## Trama
Tony George Hanna è un cristiano libanese, devoto membro del partito delle Forze Libanesi, che vive a Beirut con la moglie Shirine, incinta, esercitando la professione di meccanico. Un giorno Tony fa cadere dell'acqua dal proprio balcone addosso agli operai che stanno lavorando in strada. Il capo cantiere Yasser Abdallah Salameh, palestinese che vive in Libano, va a suonare a casa di Tony e spiega che il tubo di scarico sulla strada è illegale, offrendosi di sistemarlo, ma Tony lo manda via in malo modo. Yasser lo fa sistemare comunque, ma Tony spacca il nuovo scarico, provocando la reazione di Yasser che gli dà del "cane". Tony riconosce Yasser come un rifugiato palestinese dal suo accento: accecato da un antico odio, egli desidera che tutti i palestinesi lascino il paese.
Tony pretende le scuse da Yasser, per cui il datore di lavoro accompagna Yasser al garage di Tony per scusarsi di persona, anche perché Yasser, in quanto palestinese, lavora illegalmente. Tony previene le scuse di Yasser affermando: "Magari Sharon vi avesse sterminato dal primogenito". Yasser reagisce dandogli un pugno che causa al meccanico la rottura di due costole. Tony avvia una causa contro Yasser, ma senza avvocato. Quando in aula né Yasser né Tony riescono a ripetere ciò che Tony ha detto, il giudice respinge il caso per insufficienza di prove. Infuriato, Tony grida che il giudice è corrotto e di parte e viene espulso dall'aula, ma giura di presentare ricorso.
Una sera Tony si sente male e sviene. Shirine lo aiuta a tirarsi su e per lo sforzo partorisce poco dopo. Il bambino, nato prematuro presumibilmente a causa delle contrazioni provocate dallo sforzo impiegato per trascinare il marito fino all'auto, viene messo in incubatrice. Il caso va nuovamente a processo, con Yasser che rischia l'imputazione per omicidio colposo, nel caso il bambino dovesse morire.
Wajdi Wehbe, un filo-falangista con ricordi della Guerra civile in Libano, diventa il nuovo avvocato di Tony, mentre la figlia di Wajdi, Nadine Wehbe, che ha minor memoria della guerra, prende la difesa di Yasser. Questa volta, i commenti di Tony su Sharon vengono portati in tribunale, in quanto provocazione causa dell'aggressione. Viene anche rivelata la storia degli aborti pregressi di Shirine. Le discussioni in aula infiammano i ricordi della guerra civile, portando a scontri nelle strade tra cristiani e musulmani e al coinvolgimento della politica. Tony si ritrova accusato di sionismo e inizia a ricevere minacce di morte.
Indagando, Wajdi scopre che Tony è nato a Damour nel 1970 e se n’è andato da lì nel gennaio 1976: comprende quindi che è un rifugiato della strage di Damour, avvenuta quando la città cadde in mano a militanti del Movimento Nazionale Libanese con l'aiuto delle unità dell'OLP. Yasser e Tony più tardi si incontrano e, quando Yasser lo provoca affermando che la sofferenza dei cristiani nella guerra civile è stata minima rispetto a quella dei palestinesi, Tony gli dà un pugno. Ottenuto il risultato che si prefiggeva, ovvero, di scambiare le parti con Tony, Yasser si scusa e se ne va. Alla fine, il figlio di Shirine e Tony si riprende e i giudici sentenziano che Yasser non è stato colpevole di aggressione. All’uscita dal tribunale, i due si scambiano un sorriso.

## Riconoscimenti
- 2017 – Mostra internazionale d'arte cinematografica di Venezia
  - Coppa Volpi per la migliore interpretazione maschile a Kamil al-Basha
  - In competizione per il Leone d'oro al miglior film
- 2018 – Premio Oscar
  - Candidatura per il miglior film straniero
- 2018 – David di Donatello[2]
  - Candidatura per il miglior film straniero